# مارك لي (لاعب هوكي الجليد)
مارك لي هو لاعب هوكي الجليد كندي، ولد في 11 سبتمبر 1984 في ماونت بيرل في كندا.

## وصلات خارجية
- مارك لي على موقع دوري الهوكي الوطني (الإنجليزية)
- مارك لي على موقع EliteProspects.com (الإنجليزية)
- مارك لي على موقع Eurohockey.com (الإنجليزية)
- مارك لي على موقع HockeyDB.com (الإنجليزية)